# Byllis
Byllis är ett släkte av insekter. Byllis ingår i familjen Flatidae.
Kladogram enligt Catalogue of Life:
| Byllis | \| \| Byllis proxima \| \| \| \| \| \| Byllis subgranulata \| \| \| \| |
|        | \| \| Byllis proxima \| \| \| \| \| \| Byllis subgranulata \| \| \| \| |
|        | Byllis proxima                                                         |
|        |                                                                        |
|        | Byllis subgranulata                                                    |
|        |                                                                        |